# Bena bicolorana
Espèce
La Halias du chêne (Bena bicolorana) est une espèce de lépidoptères de la famille des Nolidae.

## Description

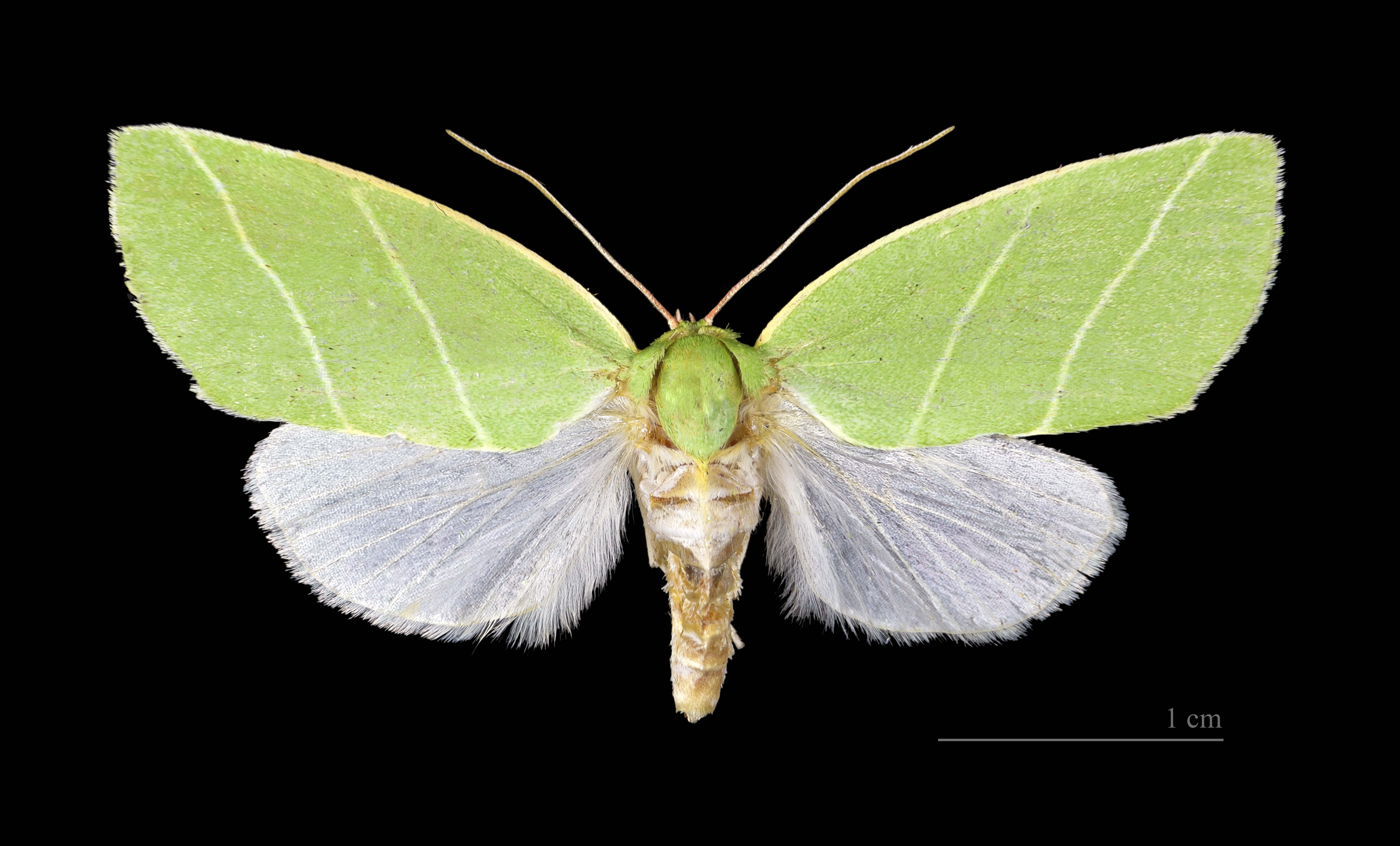
Face dorsale - Muséum de Toulouse
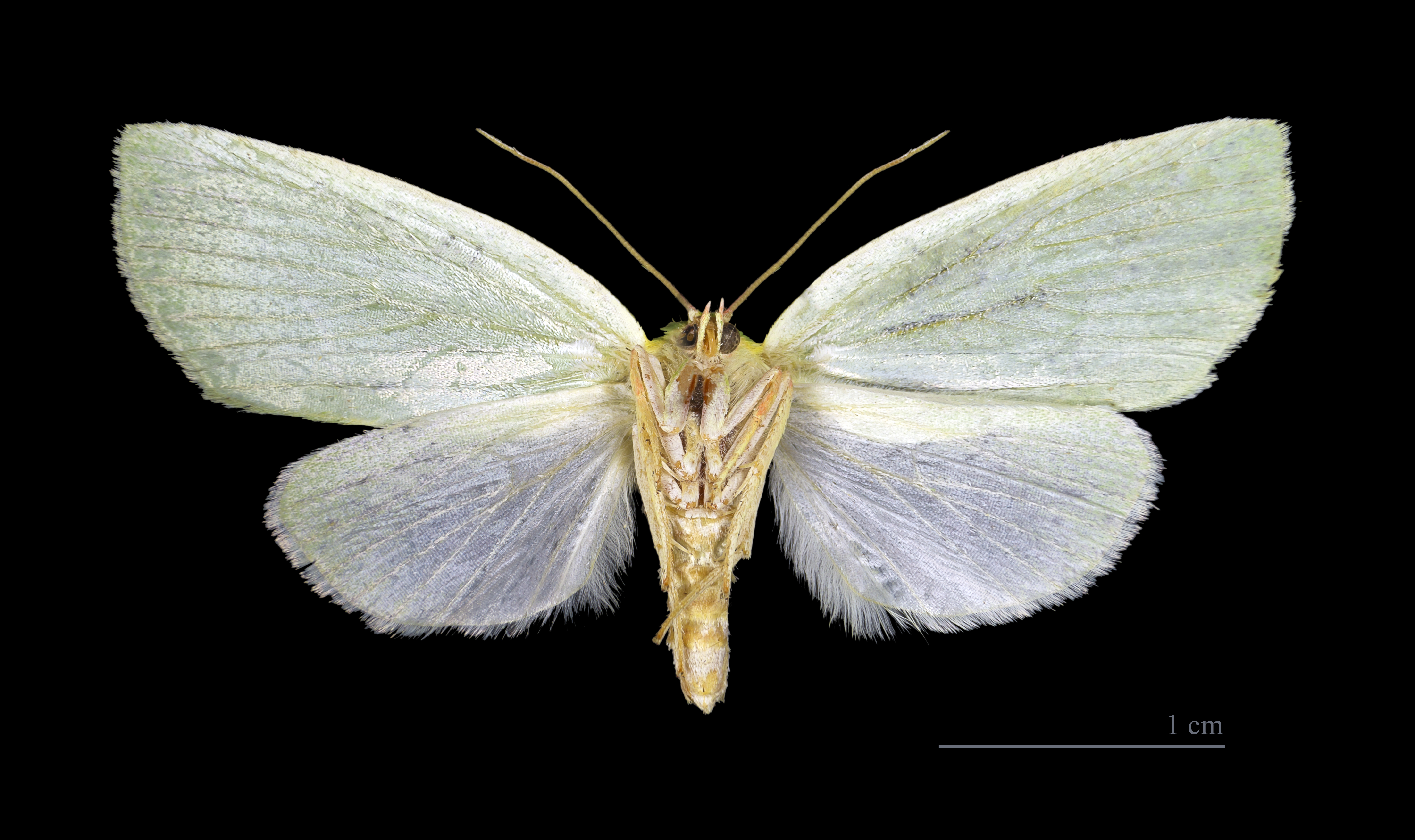
Face ventrale - Muséum de Toulouse
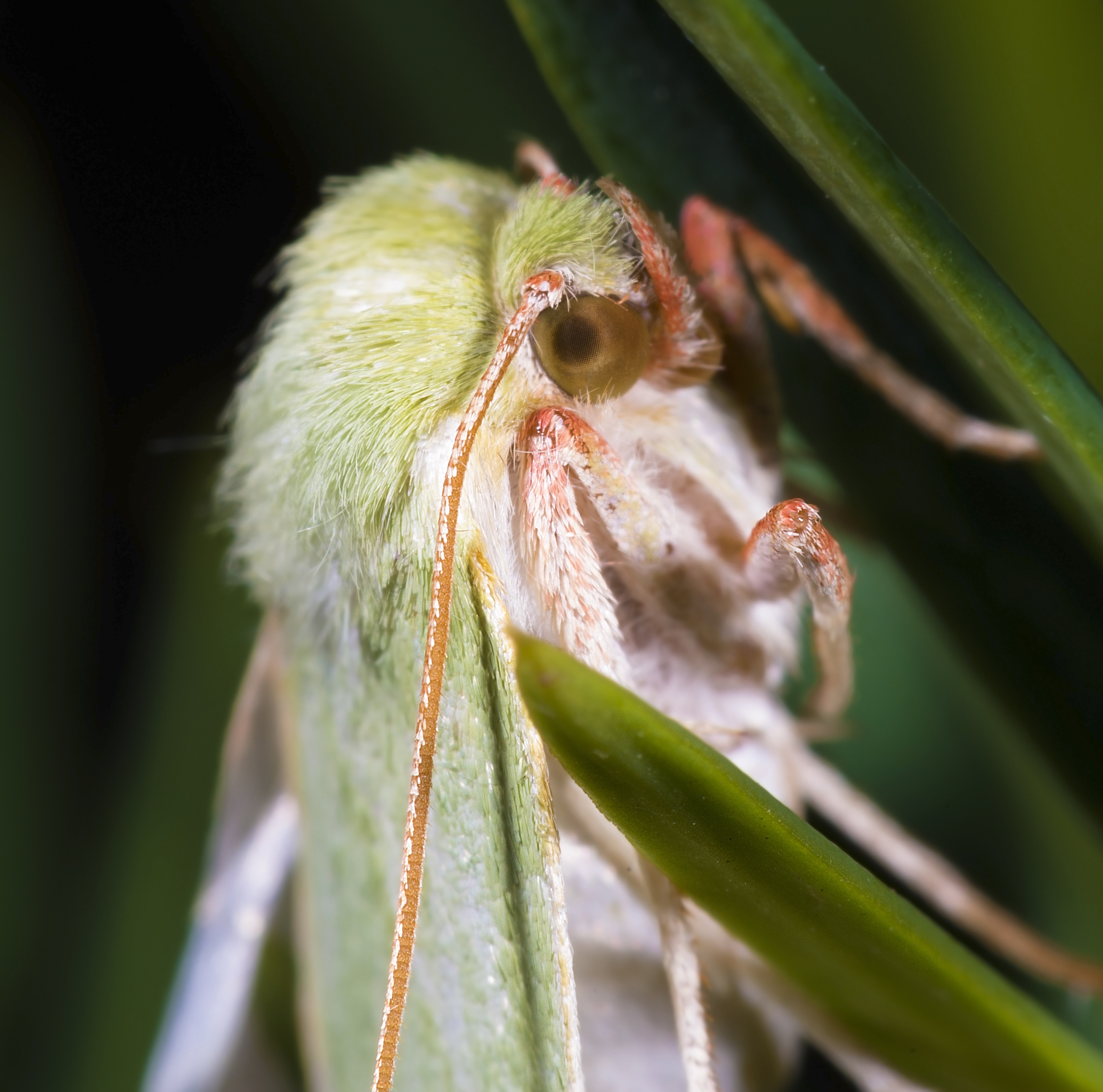
Portait

Il a une envergure de 40 à 50 mm. L'adulte vole de juin à août selon les régions sur une génération.

## Répartition
On le trouve en Europe.
Sa larve se nourrit sur le Chêne pédonculé (Quercus robur).

## Systématique
L'espèce Bena bicolorana a été décrite par l'entomologiste suisse Johann Kaspar Füssli en 1775, sous le nom initial de Phalaena bicolorana.

### Synonymie
- Phalaena bicolorana Füssli, 1775 protonyme
- Tortrix quercana Denis & Schiffermüller, 1775
- Bena prasinana (Linné, 1758)
- Hylophila prasinana var. millierei Capronnier, 1883
- Hylophilina bicolorana conspersa Warren, 1913
- Hylophila prasinana var. hispanica Fernandez, 1931

### Nom vernaculaire
- la Halias du chêne